# Bataclan
El Bataclan (pronunciación en francés: /bata.klɑ̃/) es una sala de espectáculos de París, situada en el bulevar Voltaire, en el XI Distrito. Diseñado en 1864 por el arquitecto Charles Duval, durante años se dedicó a la representación de vodeviles, revistas y conciertos. Desde principios de los años setenta del siglo XX, se convirtió en un escenario legendario para la música rock. 
El 11 de marzo de 1991 recibió la catalogación de monumento histórico de Francia. 
El 13 de noviembre de 2015, 90 personas fueron asesinadas en este teatro en atentado terrorista reivindicado por el Estado Islámico, que se produjo de manera coordinada en diversos puntos de París.

## Historia

### Desde su origen hasta los años sesenta
El Bataclan fue construido por el arquitecto Charles Duval en 1864 con la forma de una pagoda china. Su nombre original fue ‘’Grand Café Chinois’’. El nombre "Bataclan" hace referencia a Ba-ta-clan, una opereta de Jacques Offenbach.

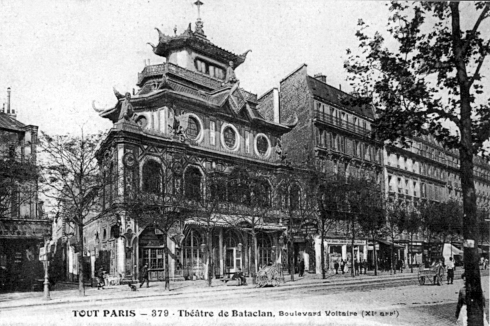
Postal del Bataclan con su tejado original en forma de pagoda, alrededor de 1900

En su origen fue concebido como un gran café-teatro, con el café y el teatro en la planta baja y un gran salón de baile en la primera planta. En él se representaban los vodeviles de, entre otros, Eugène Scribe, Jean-François Bayard, Mélesville o Théophile Marion Dumersan, y también se daban conciertos. En 1892 actuó allí Buffalo Bill.
Posteriormente la sala pasó por diferentes etapas, paralelamente a los sucesivos cambios de propietario, con una nueva etapa de esplendor tras 1910, gracias a la restauración de la sala y a una programación consagrada a las revistas de José de Bérys. Maurice Chevalier obtuvo allí sus primeros éxitos y también actuó Édith Piaf. Impulsada por estos éxitos, la compañía del Bataclan se embarcó en una gran gira por Sudamérica que resultó catastrófica en el aspecto financiero. En esta época se originó en Argentina el término «bataclana».
En 1926, la sala fue vendida de nuevo y transformada en cine. En 1933 sufrió un incendio que destruyó parte del edificio, incluyendo los balcones. En 1950 el edificio fue parcialmente derribado para adaptarlo a las nuevas normas de seguridad. En 1969 el cine cerró, y el Bataclan retomó su antigua condición y se convirtió nuevamente en sala de espectáculos.

### De los años setenta a 2015
El local empezó a programar conciertos de rock en los años setenta del siglo XX, y muchos artistas importantes han actuado allí desde entonces. Entre ellos se encuentran The Velvet Underground , Kylie Minogue, The Police, Prince, Rosanne Cash, Genesis, Jeff Buckley, Jerry Lee Lewis, The Black Keys, Foo Fighters, Crowded House, Oasis, The Cure, Alice Cooper, Backstreet Boys, Metallica, The Smashing Pumpkins, Iron Maiden, Saxon, Cyndi Lauper, Raphael Saadiq, The Roots, Kendrick Lamar, Phish, Widespread Panic, Gov't Mule, The Killers, David Byrne, Emmylou Harris, Rodney Crowell, Cold War Kids, Death Cab for Cutie, Blur, 30 Seconds to Mars, Snoop Dogg, Robbie Williams, Stromae, Eels, New York Dolls, Roxy Music, Captain Beefheart, Judas Priest, The Clash, Ramones, Nine Inch Nails, Beck, My Bloody Valentine, The Vaccines, Manic Street Preachers, Suede, Motörhead, Franz Ferdinand, FSS, Fauve y Eagles of Death Metal.
La actuación de Lou Reed, John Cale y Nico de The Velvet Underground en 1972, que llevaba mucho tiempo circulando como bootleg o disco pirata, se publicó oficialmente en 2004 como Le Bataclan '72. Jeff Buckley grabó allí su EP Live from the Bataclan en 1995. También la banda de metal progresivo Dream Theater grabó en 1998 su álbum en vivo Once in a LIVEtime  en el Bataclan.
En los primeros años del siglo XXI, el Bataclan era conocido por una programación muy ecléctica, que incluía conciertos de rock y pop, actuaciones, comedia, discoteca y café-teatro. En 2006 se había repintado la fachada con sus colores originales, pero se había eliminado su tejado en forma de pagoda. En mayo de 2015, el teatro acogió la actuación de los raperos musulmanes Médine, Kery James, Disiz y Daara J.

## Atentados de París (2015)
El 13 de noviembre de 2015, mientras unas 1500 personas presenciaban un concierto del grupo estadounidense Eagles of Death Metal, cuatro musulmanes radicales entraron con armas automáticas kalashnikov y explosivos adosados al cuerpo, disparando de forma indiscriminada contra el público. El atentado formaba parte de una serie de ataques que se produjeron esa misma noche en distintos puntos de la capital francesa, reivindicados por la banda terrorista islámica ISIS. Aunque la mayoría de la gente pudo escapar, los asaltantes capturaron al menos 100 rehenes y fue necesaria la intervención de la tropa de élite de la policía para rescatarlos. Tres terroristas se suicidaron con los explosivos antes de que entrasen y el cuarto fue abatido.
Se confirmaron 130 muertos durante la serie de atentados, de los cuales 90 fallecieron en la sala Bataclan.